# Халаджский язык
Халаджский язык — тюркский язык, язык халаджей. Распространён преимущественно в Иране и Афганистане. Число носителей по состоянию на 2018 год составляет около 19000. В ISO 639-3 используется обозначение «тюрко-халаджский язык», чтобы отличить данный язык от индоиранского языка, также именуемого «халаджским».

## Классификация
Традиционно халаджский язык относят к огузской группе. Тем не менее, такие архаичные черты, как сохранение трёх степеней долготы гласных, сохранение начального прототюркского *h, и отсутствие смещения согласных *d > y позволяет предположить, что халаджский язык изначально не относился к огузским, и лишь впоследствии подвергся их влиянию. Примером архаизма является слово hadaq, сохранившее начальное *h и срединное *d (по диалектам произносится фрикативно: ð) — аналогичная форма в ближайших огузских языках звучит ayaq. По данной причине ряд учёных считает, что халаджи являются потомками тюркских племён Аргу.
- Не исключена возможность исторической связи халаджского с утраченными разговорными карлукско-уйгурскими (халаджский язык может быть единственным сохранившимся их представителем) и через них с саянскими.

## Географическое распространение
Язык в основном распространён в иранских останах Маркази и Кум. В 1968 году, согласно Дёрферу, число носителей составляло примерно 17000; по отчёту журнала Ethnologue, к 2000 году число носителей возросло до 42107.

## Фонетика

### Согласные
|             | Лабиальные | Лабиальные | Альвеолярные | Альвеолярные | Палатальные или Постальвеолярные | Палатальные или Постальвеолярные | Велярные | Велярные | Увулярные | Увулярные | Глоттальные | Глоттальные |
| ----------- | ---------- | ---------- | ------------ | ------------ | -------------------------------- | -------------------------------- | -------- | -------- | --------- | --------- | ----------- | ----------- |
| Назальные   | m          | m          | n            | n            |                                  |                                  | ŋ        | ŋ        |           |           |             |             |
| Взрывные    | p          | b          | t            | d            | tʃ                               | dʒ                               | k        | ɡ        | q         | ɢ         |             |             |
| Фрикативные | f          | v          | s            | z            | ʃ                                | ʒ                                | x        | ɣ        |           |           | h           |             |
| Одноударные |            |            | ɾ            | ɾ            |                                  |                                  |          |          |           |           |             |             |
| Смычные     |            |            | l            | l            | j                                | j                                |          |          |           |           |             |             |

### Гласные
Гласные в халаджском языке имеют три степени долготы: долгие (например [qaːn] 'кровь'), полудолгие (например [baˑʃ] 'голова') и краткие (например [hat] 'лошадь'). Кроме того, некоторые гласные реализуются как дифтонги с нисходящей интонацией, например [quo̯l] ('рука, рукав').

## Грамматика

### Морфология

#### Имя
Различие между существительными и прилагательными выражено слабо, как и в прочих тюркских языках.
Имена в халаджском языке могут иметь маркер множественного числа и притяжательный маркер. Падежи халаджского языка традиционны для всех тюркских языков, однако в дополнение к ним имеются инструменталис (новообразование, характерное в основном для огузских языков) и экватив (вероятно, заимствован из индоарийских языков).
Формы падежных суффиксов подчиняются закону гармонии гласных. Кроме того, падежные маркеры взаимодействуют с маркерами притяжательности. Ниже приведён перечень падежных маркеров:
| Падеж          | Маркер         |
| -------------- | -------------- |
| Номинатив      | -              |
| Датив          | -A, -KA        |
| Аккузатив      | -I, -NI        |
| Локатив        | -čA            |
| Аблатив        | -dA            |
| Инструменталис | -lAn, -lA, -nA |
| Экватив        | -vāra          |

#### Глагол
Глаголы имеют показатели залога, времени, вида и отрицания. Морфемы присоединяются к основе глагола в следующем порядке:
Корень + залог + отрицание + время/вид + личные окончания

### Синтаксис
Порядок слов в предложении — подлежащее, дополнение, сказуемое. Определение предшествует определяемому.

## Лексика
Базовая лексика — тюркская, однако многие слова заимствованы из персидского или из соседних тюркских языков (например, азербайджанского).

### Числительные
Халаджские числительные — в основном тюркские, но иногда для числительных «80» и «90» используются персидские эквиваленты:
- 1 — biː
- 2 — æk.ki
- 3 — yʃ
- 4 — tœœɾt
- 5 — bie̯ʃ
- 6 — al.ta
- 7 — jæt.ti
- 8 — sæk.kiz
- 9 — toq.quz
- 10 — uo̯n
- 20 — ji.iɾ.mi
- 30 — hot.tuz
- 40 — qiɾq
- 50 — æl.li
- 60 — alt.miʃ
- 70 — jæt.miʃ
- 80 — saʲ.san (тюрк.), haʃ.taˑd (персид.)
- 90 — toqx.san (тюрк.), na.vad (персид.)
- 100 — jyːz
- 1000 — min, miŋk

## Примеры
Источник: Dorfer & Tezcan (1994) p. 158-9
| Перевод | МФА |  |
| --- | --- |  |
| Когда-то у муллы Насреддина был сын.                                                                              | biː ki.niː mol.laː nas.ɾæd.diː.niːn oɣ.lu vaːɾ-aɾ.ti                                                                   |  |
| Он сказал «О, отец, я хочу жену».                                                                                 | hay.dɨ ki "æj baː.ba, mæn ki.ʃi ʃæj.jo.ɾum"                                                                            |  |
| Он сказал, «Мой дорогой, у нас есть корова; возьми эту корову и продай её. И вот, на выручку мы купим тебе жену!» | hay.dɨ ki "bɒː.ba bi.zym biː sɨ.ɣɨ.ɾɨ.myz vaːɾ, je.tib̥ bo sɨ.ɣɨ.ɾɨ saː.tɨ, naɣd ʃæj.i puˑ.lĩn, jæk biz sæ̃ ki.ʃi al.duq |  |